# Central States Pension Fund
Der Central States Pension Fund (CSPF) ist ein US-amerikanischer firmenübergreifender Pensionsfonds, an dem auch die größte US-Gewerkschaft International Brotherhood of Teamsters maßgeblich beteiligt ist.
Das Anlagekapital des Fonds wird für das Jahr 2000 auf 19,3 Milliarden US-Dollar beziffert, er gilt damit als größter firmenübergreifender Pensionsfonds, gefolgt vom Western Conference Trust mit 17 Milliarden Dollar Kapital. Die überwiegende Zahl der US-Pensionsfonds sind hingegen Firmenfonds, der größte von ihnen ist der Pensionsfonds von General Motors mit 85 Milliarden US-Dollar Anlagevermögen.

## Geschichte

### Gründung
Bereits als Vizepräsident der Teamsters traf Jimmy Hoffa 1955 ein erstes Abkommen mit Lastwagenfahren und Lagerarbeitern im mittleren Westen und im Süden der USA. Die Mitglieder vereinbarten die Zahlung von 2 % ihres Reallohns in einen gemeinsamen Fonds, der bereits im ersten Monat ein Volumen von 800.000 US-Dollar aufbaute, welches nach Ablauf eines Jahres auf 10 Mio. US-Dollar angewachsen war. Der Fonds wurde in Chicago angesiedelt.
Hoffa nahm damals die Unterstützung von Paul „Red“ Dorfman in Anspruch, um loyale Mitglieder innerhalb der Gewerkschaft zu gewinnen, da er Präsident der gesamten Gewerkschaft werden wollte. 1960 wurde dann ein landesweiter Fonds daraus und Allen Dorfman, der Sohn von Paul Dorfman, wurde Geschäftsführer.
Roy Williams wurde zum Treuhänder, und Verwalter dieses Pensionsfonds berufen und so diente dieser (bzw. die dafür eingesammelten Gelder) als Finanzierungsquelle und Geldwaschanlage der US-amerikanischen La Cosa Nostra, denn Hoffa hatte sich mit den Gangstern eingelassen, die sich nun in zahlreichen Niederlassungen (am: locals) der Gewerkschaft breit machten.
Insbesondere Williams stand unter Kontrolle von Nick Civella, und der Fonds wurde im Laufe der Zeit als „the mob's bank“ (am: Die Verbrecherbank) bekannt, die insbesondere als Finanzierungsquelle für den Aufstieg Las Vegas mit seinen Spielbanken von 1958 bis 1977 mitverantwortlich war. Im Prinzip wurden alle Kasinos am Las Vegas Strip in diesem Zeitraum in irgendeiner Form durch Mobster abgeschöpft (am: skimming). Selbst wenn der Fonds nicht als Finanzierungsquelle bei Bau, Kauf oder Renovierung fungiert hatte, wurde er auch als Geldwaschanlage eingesetzt. Insgesamt sollen rund 250 Mio. US-Dollar aus dem Fonds nach Las Vegas geflossen sein.
1963 verfügte der Fonds über 213 Mio. US-Dollar, aus denen zur damaligen Zeit zwei Drittel aller Immobilieninvestitionen des Landes getätigt wurden.

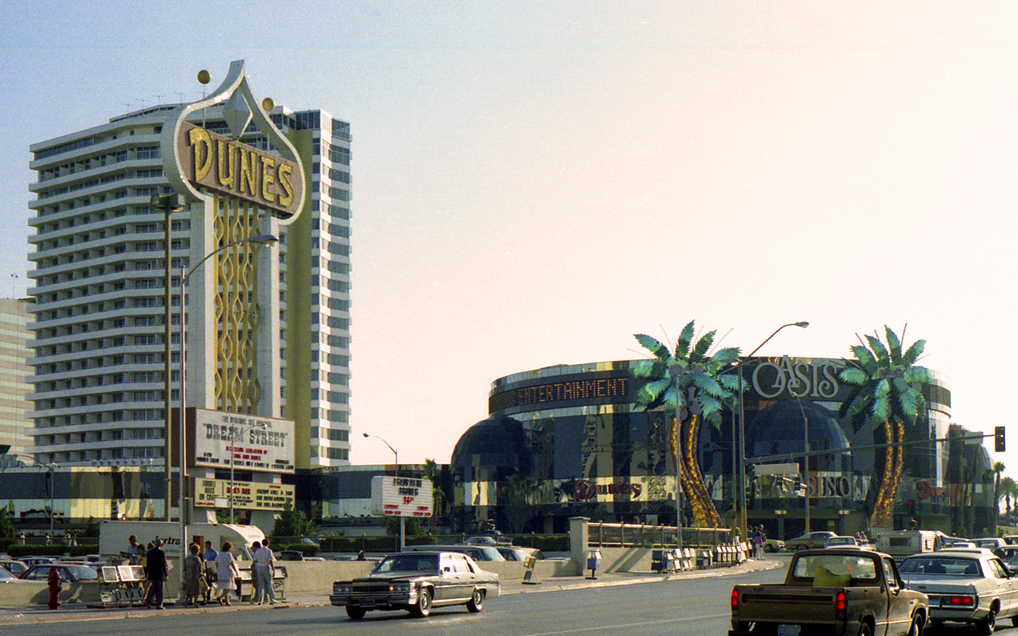
The Dunes

### Las Vegas
Bereits 1958 hatte Hoffa 4 Mio. US-Dollar in das Dunes investiert, welches von James „Jake“ Gottlieb, und Major A. Riddle betrieben wurde. 250.000 US-Dollar flossen an Hank Greenspann von der Tageszeitung Las Vegas Sun, damit dieser den Paradise Valley Golf Course errichten konnte, eine Golfanlage, die heute Basis des Las Vegas National Golf Club ist. Greenspann erhielt später weitere 250.000 US-Dollar.
1959 erhielt Moe Dalitz 1 Mio. US-Dollar, um das Sunrise Hospital zu errichten, eine Privatklinik, die jedoch zum Hotel ausgebaut wurde, um Gewerkschaftsmitglieder zu beherbergen. Dalitz hatte bereits Kasino-Erfahrungen in den Desert-Inn-Hotels gesammelt und erhielt aus dem Fonds 6 Mio. für das Stardust und 4 Mio. für das Fremont.

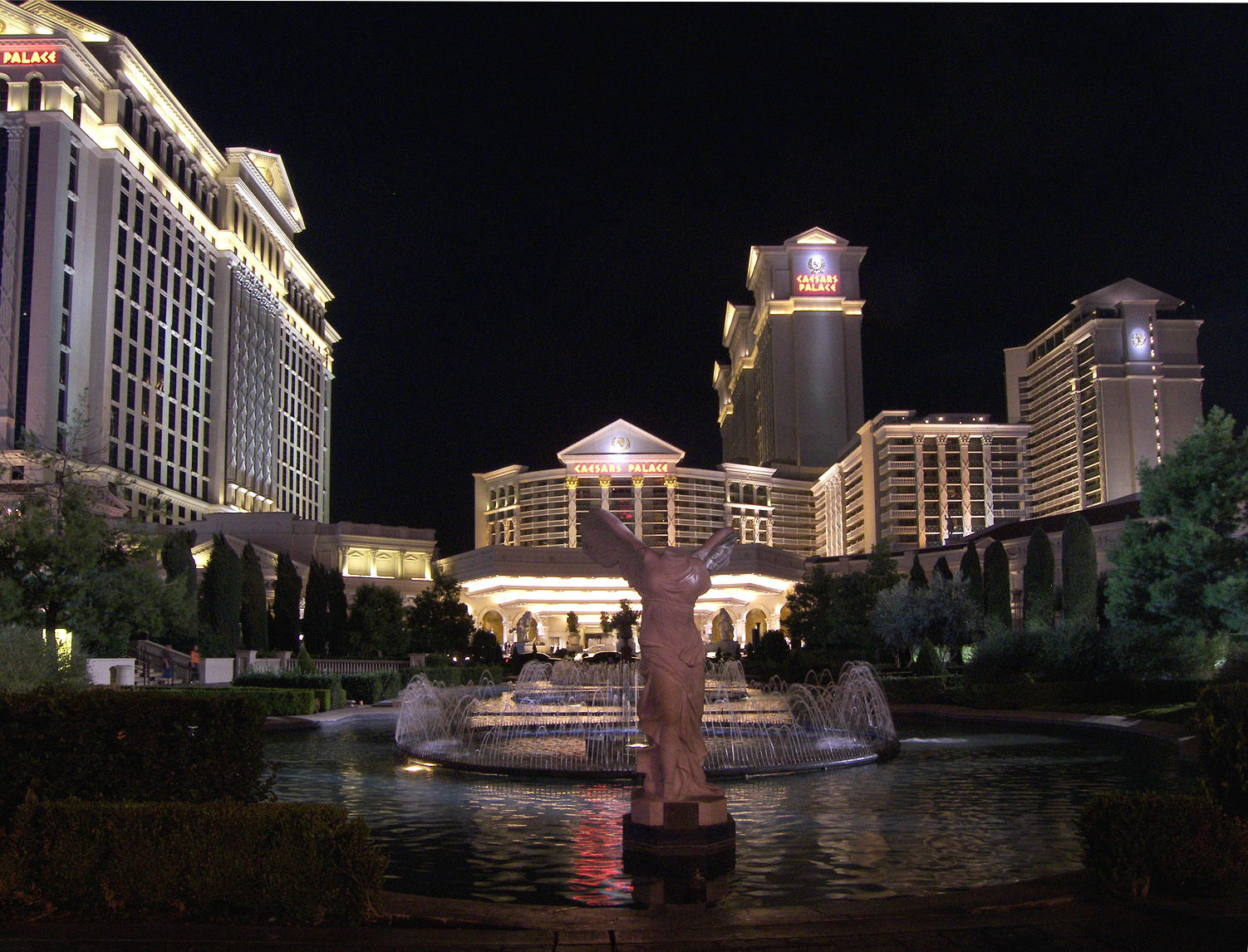
Caesars Palace

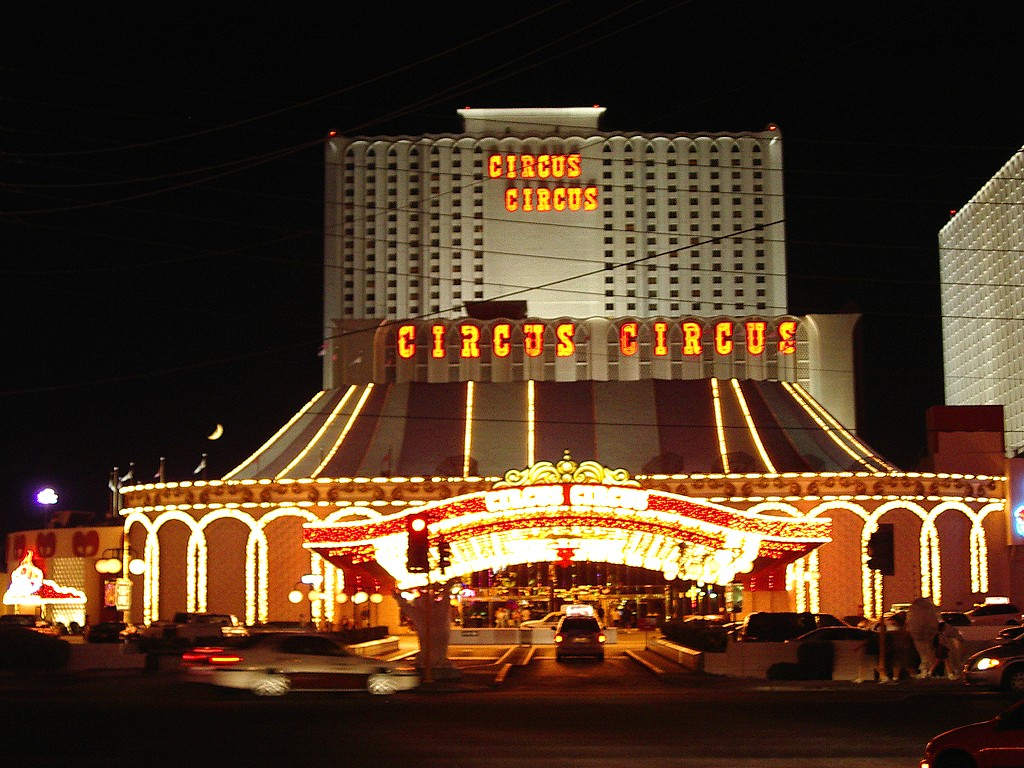
Das „Circus Circus“ bei Nacht

So erhielt Jay Sarno 1962 einen Kredit über 10,6 Mio. US-Dollar und baute 1965 das Caesars Palace, welches 1966 eröffnet wurde. Insgesamt sollte Sarno sogar bis 1972 20,4 Mio. US-Dollar aus dem Fonds erhalten; die größte Summe, die der Fonds an eine Einzelperson ausgeben sollte. Sarno eröffnete mit den neuen Mitteln 1968 das Circus Circus.
Weitere Mittel flossen in den Las Vegas Strip; so in das Landmark, Aladdin (heute Planet Hollywood Resort and Casino), Four Queens, The Sands, Tropicana. Auch entsprechende Einrichtungen in Lake Tahoe und Reno oder Overton in Nevada wurden finanziert.
Als Jimmy Hoffa zu 13 Jahren Gefängnis verurteilt wurde, stand der Fonds noch weiter für illegale Transaktionen offen. 1974 kaufte Allen Glick für 63 Millionen US-Dollar aus Gewerkschaftsmitteln zwei Kasinos. Der Kontakt wurde dabei über offizielle Kanäle der Teamsters zu Frank Balistrieri geleitet, dem Boss von Milwaukee, der dann Nick Civella kontaktierte und der Fondsverwalter Roy Williams dann praktisch nur noch unterschreiben musste.
1974 wurde Joseph Lombardo, Mitglied des Chicago Outfit, wegen der Veruntreuung von 1,4 Millionen US-Dollar aus dem Fonds angeklagt. Allerdings wurde der Belastungszeuge Daniel Siefert zwei Tage vor seinem Gerichtstermin ermordet, sodass die Anklage scheiterte.
1978 flog das „Skimming“ (abschöpfen der Gewinne ohne Versteuerung) in Las Vegas endgültig auf, zahlreiche Hausdurchsuchungen fanden statt. Allen Glick, Strohmann als Eigentümer der Argent Cooperation, der einige Kasinos vom Fonds finanziert worden waren, wurde zum Pentito und sagte als Kronzeuge vor Gericht aus. Glick hatte darüber hinaus seine Kontakte zum Fonds genutzt, weiteren dritten Personen Kredite aus dem Fonds zu verschaffen, obwohl von Anfang an feststand, das diese nie zurückgezahlt würden. Eine der darin verwickelten Personen – Tamara Rand – wurde deshalb vermutlich von Anthony Spilotro ermordet. Roy Williams wurde zu zehn Jahren Haft wegen Bestechung verurteilt.
Seit 1981 war der ehemalige Geschäftsführer des Fonds Allen Dorfman massiv vom FBI abgehört worden. Obwohl er seit 1977 keine Kontrolle mehr über den Fonds ausübte, spielte er weiterhin eine wichtige Rolle innerhalb der Teamsters. Dorfman wurde im Januar 1983 erschossen, bevor er zu einer Haftstrafe verurteilt werden konnte. Zusammen mit Joseph Lombardo war ihm ein Bestechungsversuch an Howard W. Cannon – den Senator von Nevada – vorgeworfen worden, der das Monopol der Teamsters über einen neuen Zusatz zum Kartellgesetz zu Fall bringen wollte.
1986 wurden Joseph Aiuppa, Jackie Cerone, Joseph Lombardo, Angelo LaPietra, Milton J. Rockman und Carl DeLuna wegen der finanziellen Abschöpfung von Kasinos in Las Vegas in Höhe von zwei Mio. US-Dollar verurteilt.
Mit dem Ende des „Skimming“ in Las Vegas versiegte der Gewerkschaftsfonds als Finanzierungsquelle im Hintergrund und der Einfluss der Mobster wurde zurückgedrängt.

## Filme und Filmzitate
- Im Film Casino von 1995 wird die  Finanzierung der Mafia-Casinos in Las Vegas aus Gewerkschaftsgeldern behandelt. Der Film basiert zu großen Teilen auf der abgewandelten Biografie von Frank Rosenthal.
- Die US-amerikanische Doku-Fernsehserie American Justice von A&E Network griff das Thema Kasinos und Mobster in Las Vegas insbesondere mit Folge 52: „Vegas & The Mob“ auf.  Thema Frank Rosenthal und die Mafia-Kasinos in Las Vegas; auch Allen Glick tritt in dieser Episode auf.